# Майлз Уоллингфорд
«Майлз Уоллингфорд» (англ. Miles Wallingford) — приключенческий роман американского писателя Джеймса Фенимора Купера, опубликованный в 1844 году, продолжение романа «На море и на суше». В Великобритании был издан под названием «Люси Хардиндж» (англ. Lucy Hardinge), в одном из переводов на русский язык называется «Приключения Мильса Веллингфорда».
Действие романа происходит на рубеже XVIII и XIX веков в округе Алстер (штат Нью-Йорк) и в атлантических водах. Главный герой — Майлз Уоллингфорд, богатый помещик и капитан корабля «Рассвет». Он переживает всевозможные злоключения, связанные с утратой родового поместья, штормами и морскими боями, но всё заканчивается благополучно: Уоллингфорд узнаёт, что его добрым гением всё это время была Люси Хардиндж, и женится на ней.

## Оценки
Исследователи отмечают, что в этом романе, как и в первой части дилогии, Купер противопоставляет море суше: море для него ассоциируется со свободой, с откровенностью, с честной борьбой, в которой на карту поставлена человеческая жизнь, а суша — с домом, достатком и любовью. Автор развивает характерную для всего его творчества тему идеальной мужской дружбы, он создаёт образ женщины как цивилизующего начала (если в «Пионерах» женщина противостоит лесу, то в «Майлзе Уоллингфорде» символ дикости — морская стихия).
Литературовед Александр Ващенко характеризует «Майлза Уоллингфорда» как «авантюрно-бытовой роман», написанный в форме мемуаров — в той же традиции, что и «Робинзон Крузо» Даниеля Дефо, с которым имеет много сюжетного сходства. Вместе с первой частью дилогии этот роман образует, по словам исследователя, «новаторский опыт эпической формы и потому является одним из наиболее примечательных произведений Купера».

## Издания на русском языке
- Фенимор Купер. Приключения Мильса Веллингфорда. Переводчик не указан // Фенимор Купер. Полное собрание романов. Под редакцией Н. Могучего. T. XII. М.-Л.: Земля и фабрика, 1927.
- Фенимор Купер. Майлз Уоллингфорд. Перевод О. Рожанской. М.: Ладомир, 1998. С. 5—403.